# Conrad Ferdinand Meyer

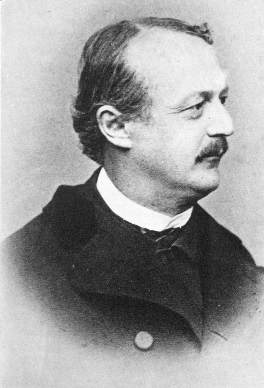
Conrad Ferdinand Meyer

Conrad Ferdinand Meyer (* 11. Oktober 1825 in Zürich; † 28. November 1898 in Kilchberg bei Zürich) war ein Schweizer Dichter des Realismus, der insbesondere historische Novellen, Romane und Lyrik geschaffen hat. Er gehört mit Gottfried Keller und Jeremias Gotthelf zu den bedeutendsten deutschsprachigen Schweizer Dichtern des 19. Jahrhunderts.

## Leben

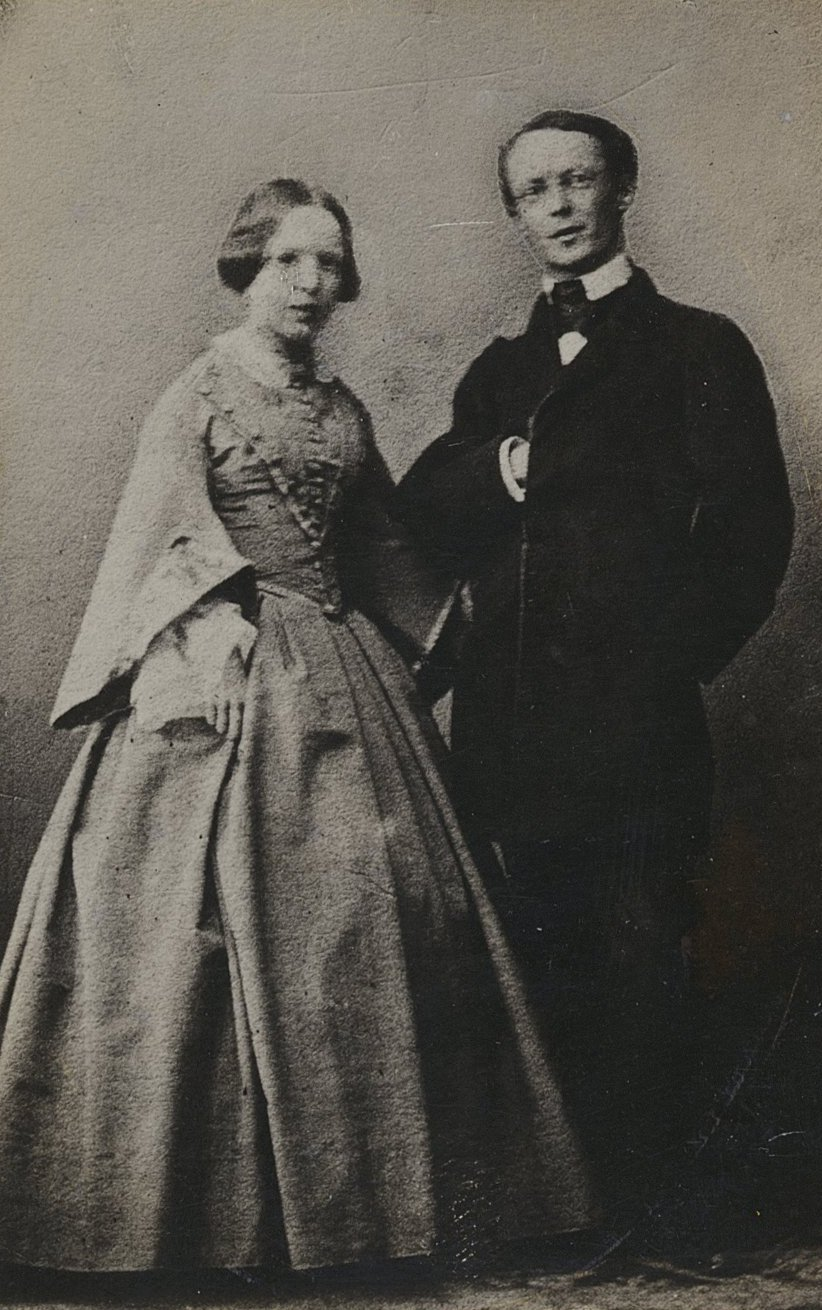
Conrad Ferdinand Meyer mit seiner Schwester Betsy, um 1855

Conrad Ferdinand Meyer wurde als Sohn des Regierungsrates Ferdinand Meyer (1799–1840) in eine Zürcher Patrizierfamilie hineingeboren. Mit 15 Jahren verlor er seinen Vater. Er hatte ein äusserst schwieriges Verhältnis zu seiner psychisch belasteten Mutter Elisabeth/Betsy Meyer, geborene Ulrich (* 10. Juni 1802 in Zürich), die sich am 27. September 1856 bei Préfargier (Gemeinde Marin-Epagnier) das Leben nahm. Zeitlebens war er mit dem Dichter Konrad Meyer und Johann Conrad Nüscheler befreundet.

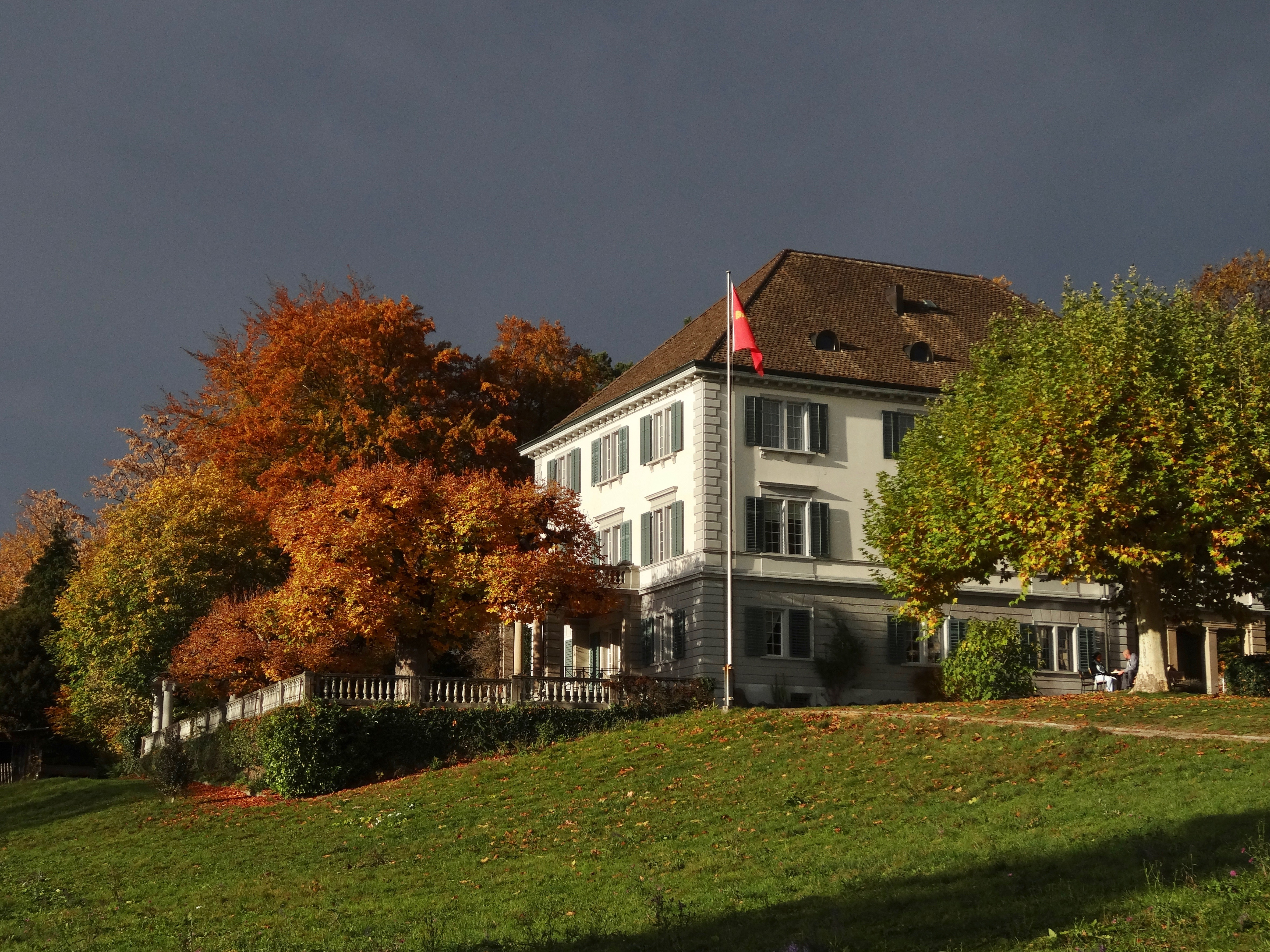
Landhaus Wangensbach, Küsnacht

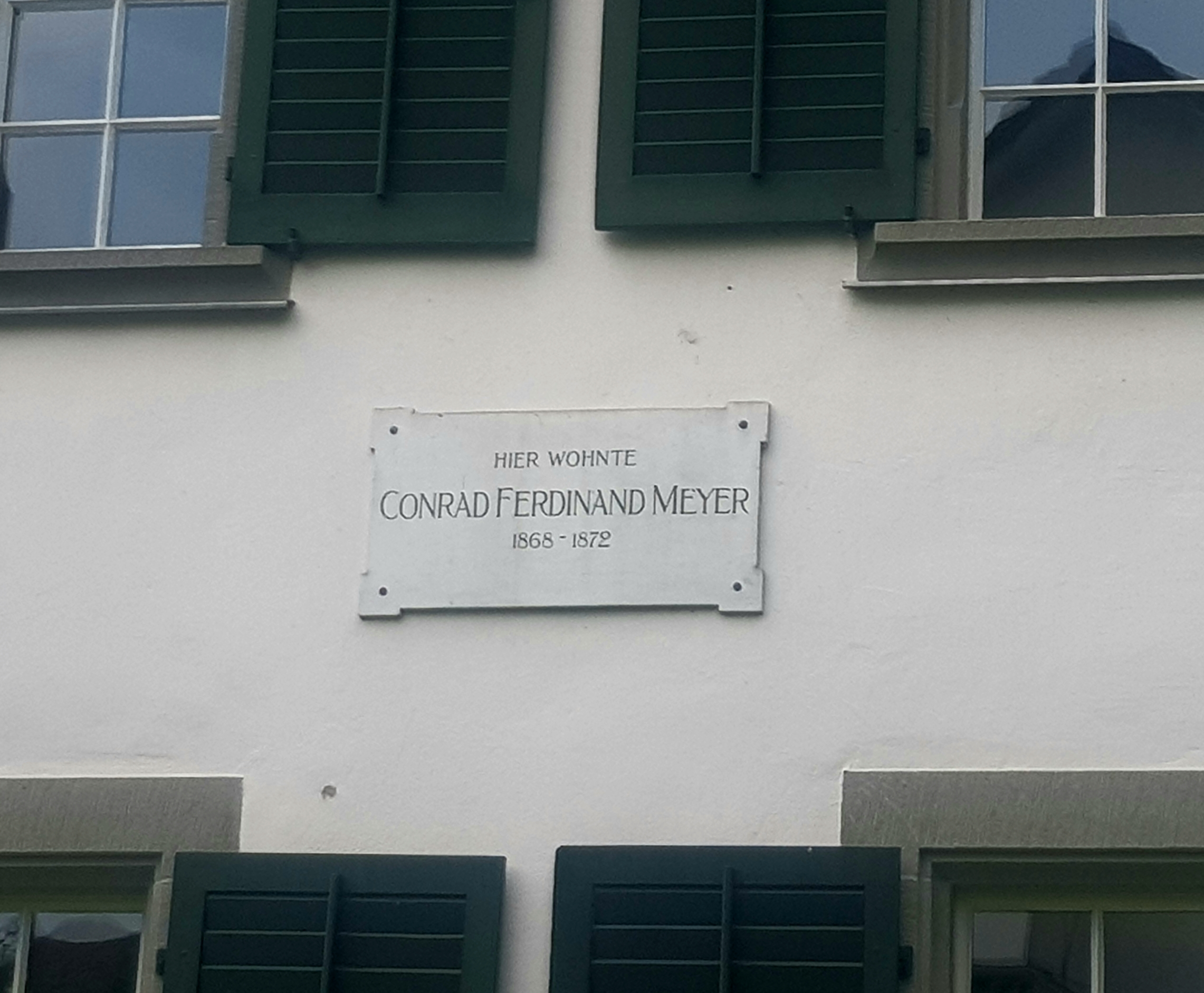
Gedenktafel für Conrad Ferdinand Meyer beim Landgut Wagensbach in Küsnacht

Seine Schwester war Elisabeth Cleophea (1831–1912), genannt Betsy.

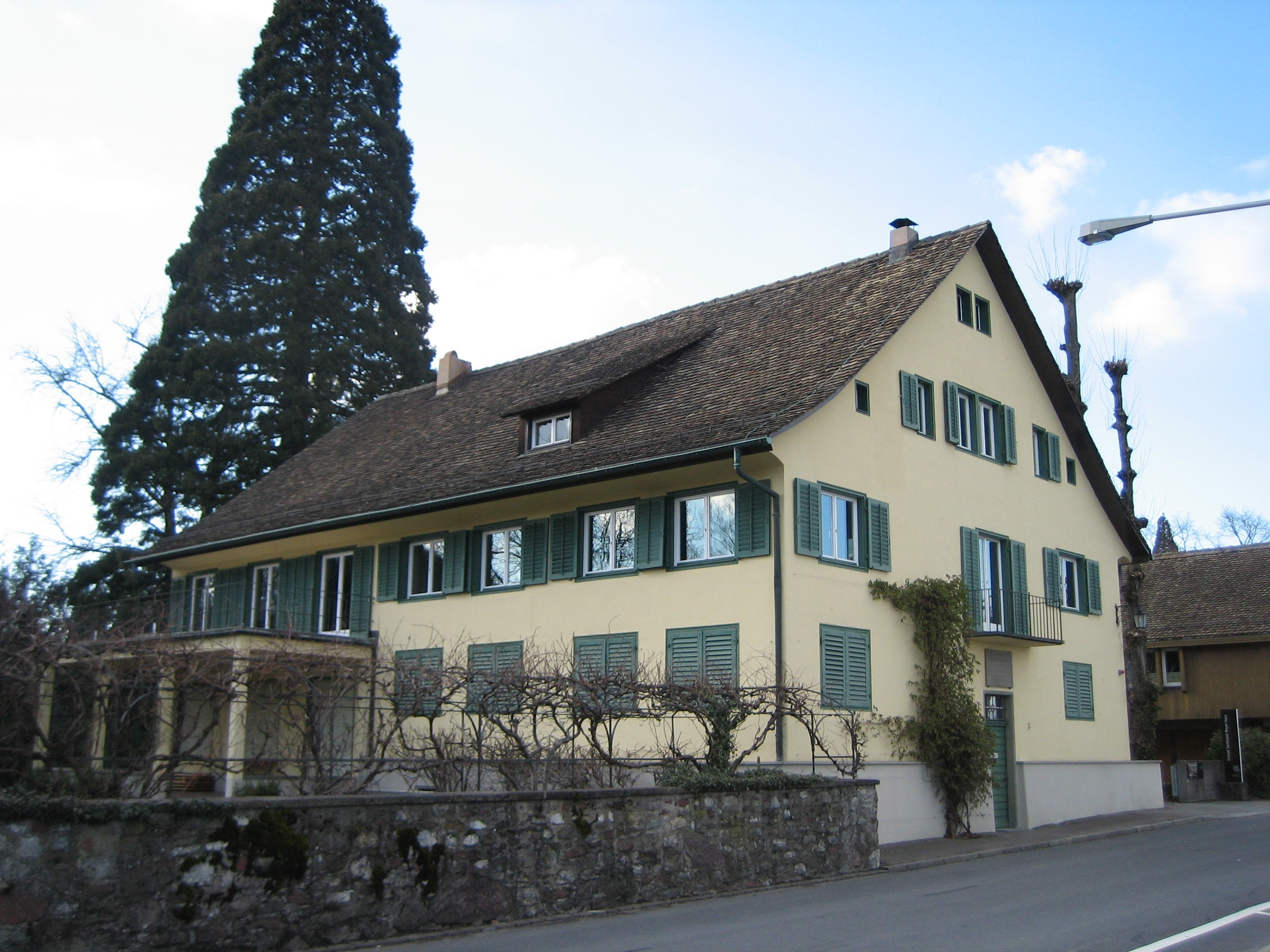
Meyers Wohnhaus in Kilchberg

Einige Jahre seiner Jugend lebte er in Lausanne, wo er so gut Französisch lernte, dass er französische Literatur übersetzte und sich überlegte, französischer Schriftsteller zu werden oder eine akademische Laufbahn als Romanist einzuschlagen. In dieser Zeit wurde er Mitglied des Schweizerischen Zofingervereins. Noch bevor er zwanzig war, kam er das erste Mal wegen schwerer Depressionen in eine Nervenheilanstalt.
Nach dem Tod der Mutter gelangte er durch eine Erbschaft in gesicherte Verhältnisse. Er unternahm mit seiner Schwester, die ihm sehr nahestand, eine Italienreise, die ihn tief beeindruckte. 1864 erschien anonym sein erster Gedichtband. 1868 übersiedelte er mit seiner Schwester an den Zürichsee, wo er bis Ende 1871 im Seehof Küsnacht, 1872 bis 1875 im Seehof Meilen sowie 1876 bis 1877 in der ab Herbst 1875 von Betsy vorbereiteten Mietwohnung im von Beat Werdmüller erbauten Landgut Wangensbach in Küsnacht lebte. Der Krieg zwischen Deutschland und Frankreich 1870/71 stürzte Meyer, der in beiden Kulturen lebte, in einen tiefen Zwiespalt. Nach dem deutschen Sieg entschied er sich für die deutsche Literatur.

Conrad Ferdinand Meyer im Kostüm,
Foto: Johannes Ganz, 1883

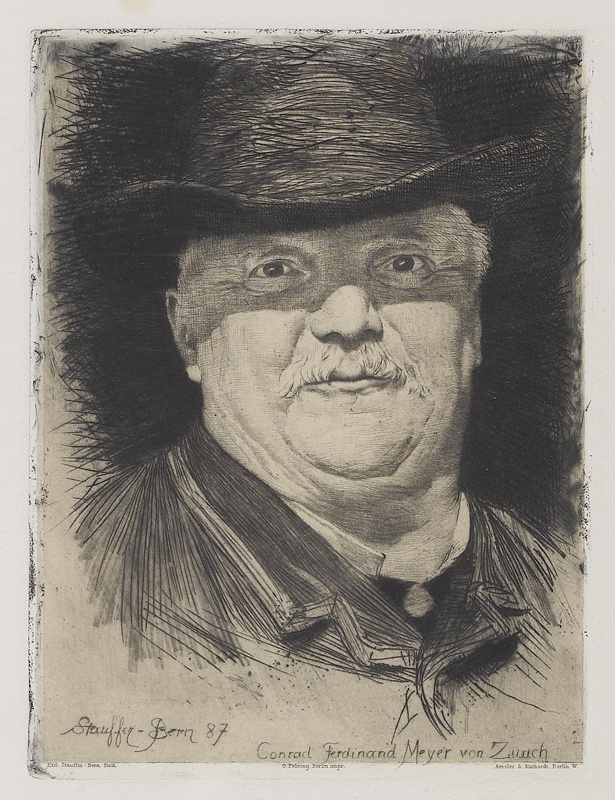
Karl Stauffer-Bern: Conrad Ferdinand Meyer 1887

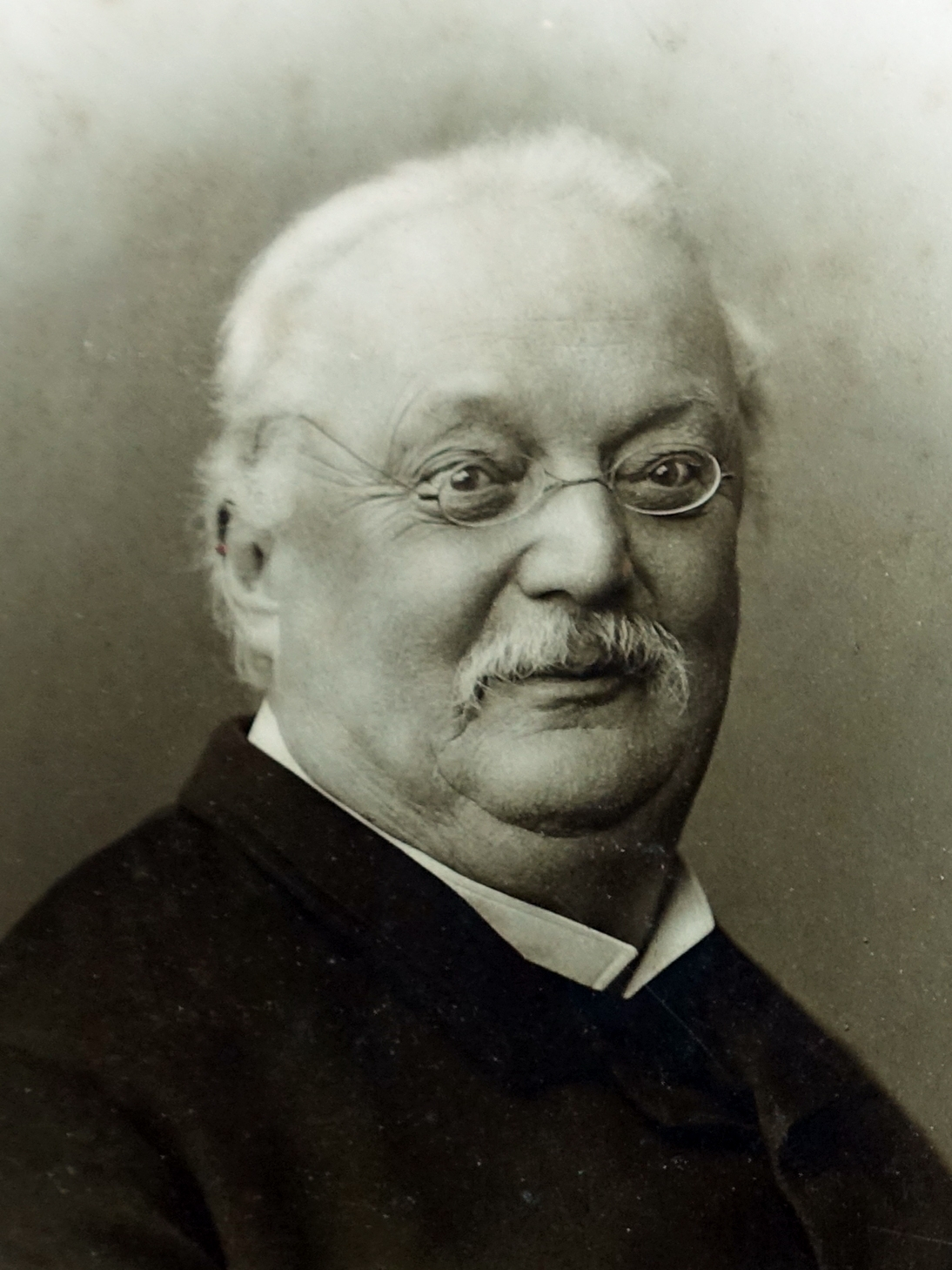
Conrad Ferdinand Meyer

Literarischen Erfolg hatte er zuerst 1872, als er im Alter von 46 Jahren den Gedichtzyklus Huttens letzte Tage veröffentlichte, der wie sämtliche folgenden Buchfassungen beim Leipziger Verleger Hermann Haessel (1819–1901) erschien. 1876 erschien der Roman Jürg Jenatsch (in den ersten Auflagen 1876 und 1878 noch unter dem Titel Georg Jenatsch), 1877 die humoristische Kurznovelle Der Schuß von der Kanzel. Die Aufnahme von Der Heilige durch den renommierten Herausgeber Julius Rodenberg als Vorabdruck in die Deutsche Rundschau (Journalfassung 1879/80; Buchfassung 1880) festigte Meyers Ruf als herausragender Erzähler. 1882 erschien die Sammlung Gedichte, die ihn auch als bedeutenden Lyriker zeigt. Sie wurde bis zu seinem psychischen Zusammenbruch 1892 mit jeder Auflage erweitert bzw. verbessert.
In der folgenden Zeit erschienen fast im Jahresrhythmus historische Novellen und Romane. Von besonderer Bedeutung sind Die Hochzeit des Mönchs (1884), Die Richterin (1885) und Die Versuchung des Pescara (1887).
Sein Privatleben gestaltete sich in den 1870er Jahren ebenfalls um: 1875 heiratete er Johanna Luise Ziegler (1837–1915), Tochter des Zürcher Stadtpräsidenten Paul Carl Eduard Ziegler. Das stärkte entscheidend sein gesellschaftliches Ansehen. Im Verlauf des Jahres 1877 zog er nach Kilchberg, wo er bis zu seinem Lebensende wohnte. 1879 wurde die Tochter Luise Elisabetha Camilla geboren, die 1936 wie ihre Grossmutter Selbstmord beging. Meyers Frau war aber eifersüchtig auf Meyers Schwester Betsy, mit der er lange Jahre zusammen gewohnt hatte und die als Sekretärin und literarische Vertraute für ihn tätig war. Das Verhältnis zwischen Meyer und seiner Schwester war eng und liebevoll. Betsy Meyer zog sich Ende 1880 für viele Jahre weitgehend aus dem Leben ihres Bruders zurück und arbeitete karitativ für andere psychisch kranke Menschen; Besuche beim Bruder waren für Betsy Meyer in den 1880er Jahren eher die Ausnahme, vermutlich um dessen Ehe nicht zu stören.

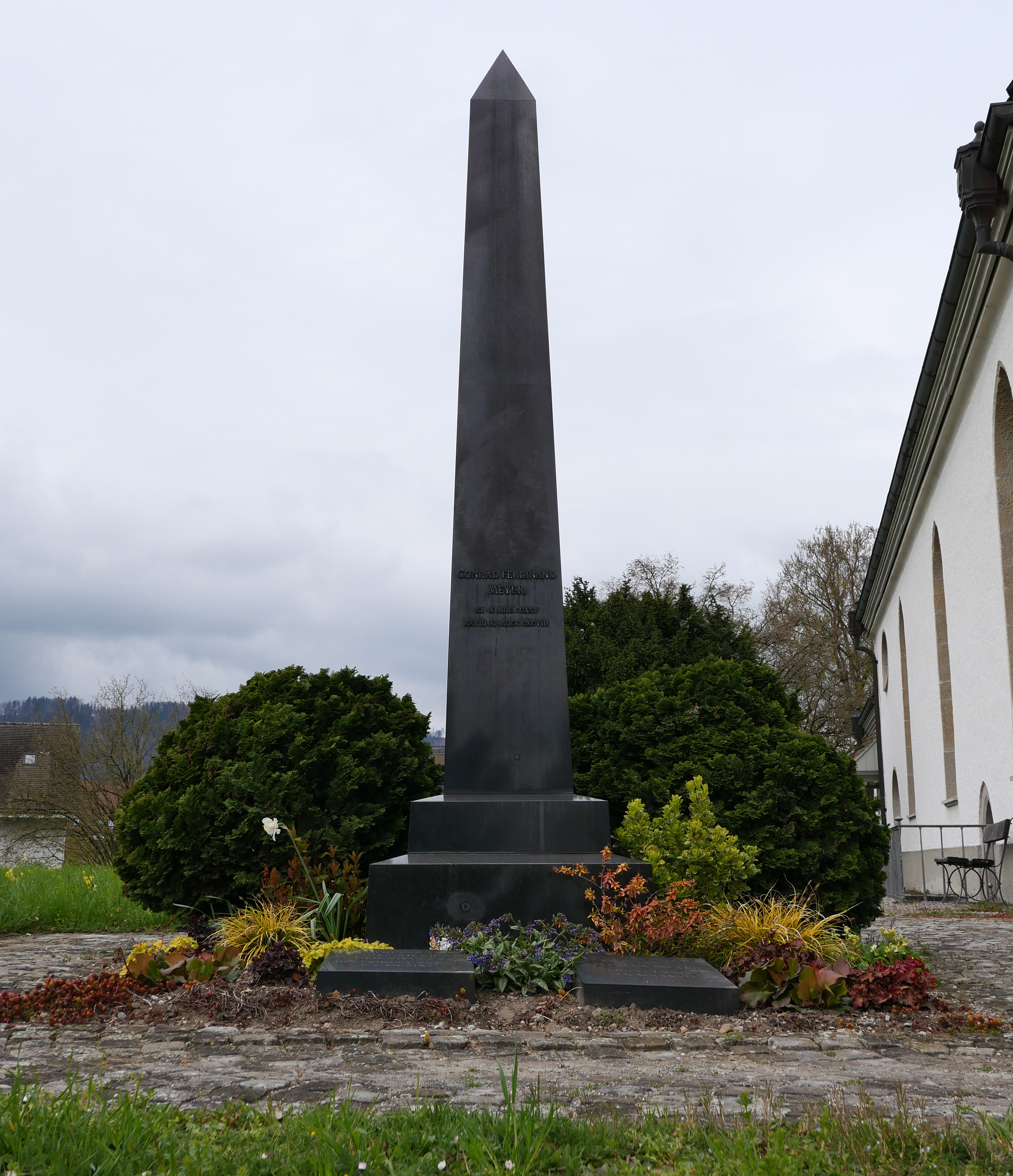
Das Familiengrab

1888 befielen Meyer wieder schwere Leiden. Sein letztes Werk Angela Borgia konnte er nur noch mit Mühe fertigstellen. 1892 wurde er erneut in eine psychiatrische Heilanstalt eingewiesen. Er geriet immer mehr in einen Dämmerzustand und wurde 1893 ohne nennenswerte Besserung entlassen. Seine letzten Jahre verbrachte er, von seiner Frau gepflegt, in seinem Haus in Kilchberg, wo er am 28. November 1898 im Alter von 73 Jahren verstarb. Auf dem Friedhof von Kilchberg fand er am 1. Dezember seine letzte Ruhestätte. Louis Wethli schuf ein Grabdenkmal in der Form eines Obelisken. Seine Frau und seine Tochter fanden neben ihm ihre letzte Ruhestätte. Die Gedenkstätte für seine Schwester Betsy Meyer befindet sich im Garten des C.-F.-Meyer-Hauses.

## Stilistisches
Besonderes Kennzeichen der erzählerischen Werke Meyers sind deren stilistische Knappheit und Gedrängtheit, die schon den Zeitgenossen auffiel, manchmal in bewundernder Weise, manchmal aber auch aus kritischem Blickwinkel: So versuchte Meyers Verleger Hermann Haessel z. B. des Öfteren, ihn zu einem etwas epischeren Stil zu bewegen (v. a. bei der Hochzeit des Mönchs), aber vergeblich – Meyer blieb zeitlebens bei seinem dichten Erzählstil. Man kann dieses Fehlen überflüssiger Ausmalungen aus heutiger Sicht durchaus als Qualität dieser Texte begreifen.
Meyers Werke sind daneben oft durch einen hintergründigen Humor gekennzeichnet. Als Nebenfiguren kommen in einer Art Rahmenhandlung manchmal prominente Personen vor, etwa der Schwedenkönig Gustav Adolf (in Gustav Adolfs Page), Ludwig XIV. (in Das Leiden eines Knaben) oder Dante Alighieri (in Die Hochzeit des Mönchs). Dabei setzt der Dichter voraus, dass der Leser über die Bedeutung dieser «Nebenpersonen» informiert ist. Manchmal ergeben sich in dieser Hinsicht aber auch Überraschungen. Wenn es eine Rahmenhandlung gibt (z. B. bei Der Heilige und Die Hochzeit des Mönchs), sind Rahmen- und Binnenhandlung immer kunstvoll miteinander verwoben.

## Werke

### Prosa
- Das Amulett, Novelle, 1873
- Jürg Jenatsch, Roman, 1876 (Digitalisat und Volltext im Deutschen Textarchiv)
- Der Schuß von der Kanzel, Novelle, 1878
- Der Heilige, Novelle, 1880
- Plautus im Nonnenkloster, Novelle, 1882
- Gustav Adolfs Page, Novelle, 1882
- Das Leiden eines Knaben, Novelle, 1883
- Die Hochzeit des Mönchs, Novelle, 1884
- Die Richterin, Novelle, 1885
- Die Versuchung des Pescara, Novelle, 1887
- Angela Borgia, Novelle, 1891

### Versepen
- Huttens letzte Tage, 1872 (über den Humanisten Ulrich von Hutten)
- Engelberg, 1872

### Lyrik (Auswahl)
- Zwanzig Balladen von einem Schweizer, 1864
- Romanzen und Bilder, 1869
- Gedichte, Leipzig 1882 (Digitalisat und Volltext im Deutschen Textarchiv)
  - Der römische Brunnen
  - Die Füße im Feuer
  - Zwei Segel
  - Der Ritt in den Tod
  - Die Rose von Newport
  - Eingelegte Ruder (Meine eingelegten Ruder triefen)
  - In der Sistina (In der Sistina dämmerhohem Raum)[6]
  - Chor der Toten (Wir Toten, wir Toten sind größere Heere)
  - Schwüle (Trüb verglomm der schwüle Sommertag)
  - Fingerhütchen (Liebe Kinder, wißt ihr, wo Fingerhut zu Hause?)
  - Stapfen (In jungen Jahren wars)
  - Schwarzschattende Kastanie
  - Möwenflug (Möwen sah um einen Felsen kreisen)

### Lebenszeugnisse
Die Korrespondenz Meyers liegt in einer gedruckten und einer digitalen Edition vor.
- C. F. Meyer: Digitale Briefedition. Hrsg. von Wolfgang Lukas und Stephan Landshuter. Zürich/Wuppertal/Trier 2024.
- C. F. Meyers Briefwechsel. Historisch-kritische Ausgabe. Verschiedene Herausgeber, 6 Bände (insgesamt 13 Bände und Teilbände), Göttingen u. a. 2014–2024.

### Werkausgaben (in Auswahl)

Originalausgaben im Verlag Hermann Haessel, Leipzig

- Conrad Ferdinand Meyer: Gedichte. 88. Auflage. Leipzig 1917.
- Conrad Ferdinand Meyer: Sämtliche Werke mit einem Geleitwort von Wolfgang Schumann. – Leipzig: Schlüter, Vertriebsges M. B. H., 1930.
- Conrad Ferdinand Meyer: Sämtliche Werke mit einer Einführung von Hans Schmer. Würzburg 1947.
- Conrad Ferdinand Meyer: Sämtliche Werke. Historisch-kritische Ausgabe. Hrsg. von Hans Zeller und Alfred Zäch. 15 Bände. Benteli, Bern 1958–1996.
- Conrad Ferdinand Meyer: Sämtliche Werke in zwei Bänden. Vollständiger Text nach den Ausgaben letzter Hand. Mit einem Nachwort von Erwin Laaths. Winkler, München 1968.
- Conrad Ferdinand Meyer: Das Gesamtwerk – vollständig auf 5 MP3-CDs gelesen von Klauspeter Bungert. Bungert, Trier 2008, ISBN 978-3-00-024887-0.
- C. F. Meyers Briefwechsel. Historisch-kritische Ausgabe. Hrsg. von Hans Zeller (ab Bd. 4 von Wolfgang Lukas und Hans Zeller).
  - Bd. 1: Conrad Ferdinand Meyer – Gottfried Keller. Briefe 1871 bis 1889. Benteli, Bern 1998.
  - Bd. 2: Conrad Ferdinand Meyer – François und Eliza Wille. Briefe 1869 bis 1895. Benteli, Bern 1999.
  - Bd. 3: Conrad Ferdinand Meyer – Friedrich von Wyß und Georg von Wyß. Briefe 1855 bis 1897. Benteli, Bern 2004.
  - Bd. 4.1: Verlagskorrespondenz. Conrad Ferdinand Meyer, Betsy Meyer – Hermann Haessel mit zugehörigen Briefwechseln und Verlagsdokumenten. Briefe 1855 bis April 1874. Wallstein, Göttingen 2014.
  - Bd. 4.2: Verlagskorrespondenz. Conrad Ferdinand Meyer, Betsy Meyer – Hermann Haessel mit zugehörigen Briefwechseln und Verlagsdokumenten. Briefe Juli 1874 bis 1879. Wallstein, Göttingen 2014.
  - Bd. 4.3: Verlagskorrespondenz. Conrad Ferdinand Meyer, Betsy Meyer – Hermann Haessel mit zugehörigen Briefwechseln und Verlagsdokumenten. Briefe 1880 bis 1882. Wallstein, Göttingen 2015.
  - Bd. 4.4: Verlagskorrespondenz. Conrad Ferdinand Meyer, Betsy Meyer – Hermann Haessel mit zugehörigen Briefwechseln und Verlagsdokumenten. Briefe 1883 bis 1885. Wallstein, Göttingen 2017.
  - Bd. 4.5: Verlagskorrespondenz. Conrad Ferdinand Meyer, Betsy Meyer – Hermann Haessel mit zugehörigen Briefwechseln und Verlagsdokumenten. Briefe 1886 bis 1887. Wallstein, Göttingen 2019.
  - Bd. 4.6: Verlagskorrespondenz. Conrad Ferdinand Meyer, Betsy Meyer – Hermann Haessel mit zugehörigen Briefwechseln und Verlagsdokumenten. Briefe 1888 bis 1890. Wallstein, Göttingen 2020.
  - Bd. 4.7: Verlagskorrespondenz. Conrad Ferdinand Meyer, Betsy Meyer – Hermann Haessel mit zugehörigen Briefwechseln und Verlagsdokumenten. Briefe 1891 bis 1894. Wallstein, Göttingen 2022.

## Auszeichnungen und Ehrungen

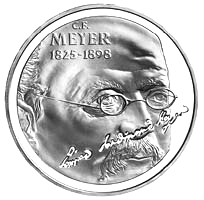
Gedenkmünze Conrad Ferdinand Meyer

- 1880 verlieh ihm die Universität Zürich die Ehrendoktorwürde.
- Seit 1938 verleiht die Stadt Zürich im Gedenken an Conrad Ferdinand Meyer den Conrad-Ferdinand-Meyer-Preis.
- Der Züchter Franz Hermann Müller benannte 1899 eine stark duftende Strauchrose nach ihm.[7]
- Der 1989 entdeckte Asteroid des Hauptgürtels (13024) Conradferdinand erhielt im Mai 2000 seinen Namen.[8]
- 1998: Gedenkmünze

## Meyer als literarische Figur
- Klauspeter Bungert: Auf dem Canal Grande (Theaterstück), 1989/90, vollständiger Text siehe[9]

## Verfilmungen
- Der Schuss von der Kanzel, Schweiz 1942, Regie: Leopold Lindtberg, Drehbuch: Richard Schweizer, Leopold Lindtberg.
- Der Gast (nach der Ballade Die Füße im Feuer), BRD 1956, Regie: Konrad Wagner, Drehbuch: Curt Langenbeck.
- Du sollst nicht töten (nach der Ballade Die Füße im Feuer), DDR 1957, Regie: Erich-Alexander Winds, Drehbuch: Hermann Rodigast.
- Gustav Adolfs Page, BRD, Österreich 1960, Regie: Rolf Hansen, Drehbuch: Juliane Kay, Tibor Yost, Peter Goldbaum.
- 1977: Violanta (nach der Novelle Die Richterin), Schweiz, Frankreich 1977, Regie: Daniel Schmid, Drehbuch: Wolf Wondratschek, Daniel Schmid.
- 1987: Jenatsch, Schweiz, Frankreich, BRD 1987, Regie: Daniel Schmid, Drehbuch: Martin Suter.

## Vertonungen (Auswahl)
(Quelle: )
- August Klughardt: Die Hochzeit des Mönchs, Oper in vier Akten op. 48 (1886).
- Eugen d’Albert: Was treibst du, Wind?, Das heilige Feuer, aus: Sechs Lieder für Singstimme und Klavier, op. 19 (1899).
- Felix Draeseke: Drei Gesänge für eine mittlere Stimme mit Begleitung des Pianoforte (Liebesflämmchen, Mit zwei Worten, Was treibst du, Wind?), op. 68 (1899).
- Wilhelm Furtwängler: Möwenflug für Singstimme und Klavier, op. 87 (1900)
- Volkmar Andreae: Sechs Gedichte von Conrad Ferdinand Meyer für eine Singstimme und Klavier (1. Requiem, 2. Ein Lied Chastelards, 3. Schnitterlied, 4. Eingelegte Ruder, 5. Abendwolke, 6. Fülle), op. 10 (1906)
- Richard Strauss: Im Spätboot, aus: Sechs Lieder für eine Singstimme mit Klavierbegleitung, op. 56 (1906).
- Arnold Schönberg: Friede auf Erden für gemischten Chor a cappella, op. 13 (1911).
- Hans Pfitzner: Vier Lieder für Bariton oder Bass mit Klavier (Hussens Kerker, Säerspruch, Eingelegte Ruder, Laß scharren deiner Rosse Huf), op. 23 (1923).
- Ernst Kunz: Huttens letzte Tage, Kantate für Männerchor, Basssolo und Orchester zum 100. Geburtstag von Conrad Ferdinand Meyer (1925)
- Alfred Schattmann: Die Hochzeit des Mönchs, Oper in drei Akten, Textbuch frei nach Conrad Ferdinand Meyers gleichnamiger Novelle (1926)
- Hans Pfitzner: Lethe für eine Baritonstimme und Orchester, op. 37 (1926).
- Heinrich Kaminski: Jürg Jenatsch, Drama nach der gleichnamigen Erzählung, Oper in drei Akten, o. op. (1929).
- Hans Pfitzner: Chor der Toten, Schnitterlied, Scheiden im Licht, aus: Das dunkle Reich, Choralfantasie mit Orchester, Orgel, Sopran- und Baritonsolo nach Gedichten von Michelangelo, Goethe, Conrad Ferdinand Meyer und Richard Dehmel, op. 38 (1930).
- Wilhelm Kienzl: Chor der Toten für gemischten Chor und Orchester, op. 118 (1936).
- Johann Nepomuk David: Säerspruch, Motette für gemischten Chor, o. op. (1937).
- Paul Hindemith: Lieder für Sopran und Klavier (Nach einer alten Skizze, Abendwolke), o. op. (1942).
- Viktor Ullmann: Drei Lieder auf Texte von Conrad Ferdinand Meyer (Schnitterlied, Säerspruch, Die Schweizer) für Bariton und Klavier, op. 37 (1942).
- Othmar Schoeck: Das stille Leuchten, Zyklus von 28 Liedern nach Conrad Ferdinand Meyer für eine mittlere Singstimme und Klavier, op. 60 (1946).
- Wilhelm Kempff: Sieben Lieder für Singstimme und Klavier (1.Laß scharren deiner Rosse Huf, 2. Der römische Brunnen, 3. Lethe, 4. Das Ende des Festes, 5. Ja, 6. Morgenlied; 7. Unruhige Nacht), op. 50 (1946).
- Heinrich Sutermeister: Die Füße im Feuer und Fingerhütchen, szenische Balladen für Funk, Fernsehen und Bühne, o. op. (1949/50).
- Walter Abendroth: Pole des Lebens, zwei Gedichte (Der römische Brunnen, Fülle) für Altstimme und Bratsche, op. 47 (1963).
- Wolfgang Rihm: Zwei Segel für Bariton und Klavier, aus: Neue Alexanderlieder, o. op. (1979).
- Wolfgang Rihm: Auf dem See für Tenor oder Bariton und Klavier, o. op. (2019).